# Trey Lorenz
Trey Lorenz, pseudonimo di Lloyd Lorenz Smith (Florence, 19 gennaio 1969), è un cantante e compositore statunitense.
Lorenz comincia la propria carriera come corista di Mariah Carey fino al 1992 in cui incide un duetto con la Carey I'll Be There (cover di un brano dei Jackson 5), che ottiene un ottimo successo. Nel 1993 Mariah Carey produce il suo primo album da solista Trey Lorenz, il cui primo singolo estratto Someone to Hold riesce ad entrare nella top 20 della Billboard Hot 100. Tuttavia l'album non registra vendite rilevanti e Lorenz viene licenziato dalla propria casa discografica.
Negli anni successivi Lorenz collabora con numerosi artisti come Usher o le TLC, ed incide un brano per la colonna sonora del film Men in Black. Lorenz firma un nuovo contratto con la So So Def Records di Jermaine Dupri. Dopo aver fatto da sostenitore al tour di Mariah Carey, Lorenz pubblica il suo nuovo album nel 2006 Mr. Mista.

## Discografia
- 1993 - Trey Lorenz
- 2006 - Mr. Mista